# Anthony McKnight
Anthony McKnight (1954-17 de octubre de 2019) fue un asesino en serie y violador estadounidense que atacó a diez mujeres en Oakland, California, entre octubre de 1985 y enero de 1986, de las cuales mató a cinco de ellas. Fue declarado culpable de estos asesinatos y sentenciado a muerte, pero murió esperando.

## Primeros años
Se sabe poco de los primeros años de McKnight. Nació en 1954 y se alistó en el Ejército de los Estados Unidos en 1982. También se alistó en la Armada, y más tarde sirvió en la Estación Aérea Naval de Alameda, ubicada en el Área de la Bahía de San Francisco, cerca de las ciudades de Alameda y Oakland. Estaba casado y tenía un hijo. McKnight era conocido como un hombre alegre y simpático, por lo cual era popular en la zona, y sus numerosos amigos lo describían de manera bastante positiva.

## Crímenes
En 1982, McKnight fue arrestado por la policía de Oakland mientras intentaba violar a una chica que se negó a tener relaciones sexuales con él. No obstante, no fue condenado, sino que recibió una multa, aunque sí fue registrado en una base de datos de agresores sexuales y sus huellas dactilares se insertaron en la base de datos de criminales de Estados Unidos.
En octubre de 1985, Mcknight cometió su primer ataque, apuñalando a una chica en el cuello y pecho, a quien luego violó y dejó inconsciente a las afuera de uno de los distritos del oeste de Oakland, donde la encontraron y la llevaron a un hospital. Unos días después, McKnight golpeó y violó a otra chica en una de las zonas de construcción de la ciudad; al encontrar una oportunidad, la víctima consiguió escapar de su atacante y se escondió en una zanja de drenaje, tras lo cual informó a la policía. Para diciembre de 1985, McKnight había llevado a cabo otros dos ataques similares; en uno de ellos le infligió 10 puñaladas a la víctima, y en el otro apuñaló a la víctima en la cara, pero ambas sobrevivieron y posteriormente proporcionaron una descripción del agresor a las autoridades, de su vehículo y parte de la placa. En enero de 1986, McKnight perpetró otro ataque, durante el cual violó a la víctima e intentó estrangularla, y por último la abandonó en la zona industrial de Oakland. Afortunadamente, la víctima sobrevivió a ese calvario.
En noviembre de 1985, el auto de McKnight fue detenido por un oficial durante un control rutinario de identificación. Debido a que el auto coincidía con el de la descripción del atacante misterioso, McKnight fue interrogado y subsecuentemente liberado; sin embargo, gracias a su historial como agresor sexual, quedó bajo sospecha. Una fotografía de McKnight se les fue mostrada a las tres víctimas, quienes lo identificaron como su violador, por lo que fue arrestado el 24 de junio de 1986. Además de estos cargos, se convirtió en el principal sospechoso de los asesinatos de al menos siete mujeres y chicas en Oakland y sus suburbios, cuyo asesino demostró el mismo modus operandi. McKnight no se declaró culpable; sin embargo, se contaba con los testimonios de las víctimas y los resultados de un hemograma completo, que comprobaba que su sangre coincidía con la del violador. El 24 de agosto de 1987, McKnight fue declarado culpable de varios casos de secuestro, agresión, violación e intentó de asesinato, con lo que recibió 63 años de prisión.
Tras su condena, fue trasladado a la Prisión Estatal de Salina Valley para cumplir su sentencia. En 1999, dio una muestra de sangre y saliva, y, en los años siguientes, gracias a una prueba de ADN, McKnight fue vinculado con cinco casos de asesinato y violación: 
- Betty Stewart, de 22 años, que fue degollada el 22 de septiembre de 1985
- Diana Stone, de 17 años, cuyo cadáver fue descubierto el 29 de septiembre de 1985 en los terrenos de una escuela primaria en Oakland, con heridas de cuchillo en el cuello
- Talita Dixon, de 13 años, que fue apuñalada hasta morir el 8 de octubre de 1985
- Mónica Davis, de 18 años, que murió a causa de múltiples golpes en la cabeza con un objeto contundente el 9 de diciembre de 1985
- Beverly Bryant, de 24 años, que fue asesinada a golpes el 25 de diciembre de 1985[8][9][10]

En un nuevo juicio, McKnight fue declarado culpable de los asesinatos y sentenciado a muerte el 17 de noviembre de 2008, aunque él no admitió su culpabilidad.

## Muerte
Tras su segunda condena, McKnight fue trasladado a la Prisión Estatal de San Quintín, donde pasó los próximos años de su vida a la espera de ser ejecutado. Murió por causas indeterminadas el 17 de octubre de 2019 a la edad de 65 años, luego de haber pasado más de 33 años tras las rejas.